# DNxHR kodek
DNxHR, zkratka pro Digital Nonlinear Extensible High Resolution, je ztrátově komprimovaný kodek navržený pro profesionální postprodukci videa v ultra vysokém rozlišení (UHDTV). Tento kodek je optimalizovaný pro ukládání a zpracování videa s rozlišením vyšším než Full HD (1080p), tj. 2K, 4K a 8K. Jeho hlavní výhody spočívají ve schopnosti uchovat vysokou kvalitu obrazu při relativně nízkých nárocích na úložiště a datový tok. V případě HD obsahu je stále preferován starší formát DNxHD. DNxHR umožňuje editaci a kompozici videa s minimálními ztrátami kvality.
Kodek byl poprvé představen společností Avid Technology na události Avid Connect Europe jako součást jejich iniciativy „Avid Resolution Independence“ 12. září 2014 v Amsterdamu.
Avid navrhl DNxHR tak, aby poskytoval efektivní a spolehlivé možnosti střihu ve vysokém rozlišení, což umožnilo profesionálům pracovat s kvalitnějším videem. Díky podpoře různých rozlišení a datových toků se stal DNxHR cenným nástrojem pro filmaře, střihače a další odborníky v oblasti produkce videa, kteří pracují s formáty 2K, 4K a dokonce ještě vyšším rozlišením. Jeho představení bylo významným krokem vpřed v oblasti střihu videa ve vysokém rozlišení (nad FullHD), umožňující plynulejší postprodukční procesy v této oblasti.

## Použití
DNxHR není proprietární a je volně použitelný v různých softwarových prostředích. Kodek je bezproblémově integrován do střižních softwarových i hardwarových řešení společnosti Avid (Avid Media Composer), a také v dalších renomovaných programech, jako jsou DaVinci Resolve nebo Adobe Premiere Pro.
Tento kodek podporuje práci s proxy, přehrávání 2K/4K médií v reálném čase, čímž vylepšuje proces editaci videa v různých postprodukčních softwarech.

## Rozlišení a varianty
DNxHR podporuje širokou škálu rozlišení, včetně 2K, 4K a Ultra HD (UHD). Existuje několik variant tohoto formátu, z nichž každá nabízí různé úrovně kvality a datové toky:
- DNxHR LB (8-bit 4:2:2): Vhodný pro situace, kde je omezený bandwidth.
- DNxHR SQ – Standardní kvalita (8-bit 4:2:2): Nabízí vyváženost mezi kvalitou a bandwidth.
- DNxHR HQ – Vysoká kvalita (8-bit 4:2:2): Poskytuje vyšší obrazovou kvalitu s nárůstem bandwidth.
- DNxHR HQX – Vysoká kvalita (12-bit 4:2:2): Nabízí vysokou kvalitu UHD/4K pro televizní vysílání.
- DNxHR 444 (12-bit 4:4:4): Nabízí nejvyšší kvalitu s podvzorkováním barvonosných složek 4:4:4 pro kritické úlohy v barvení.

Požadavky na bandwidth pro kodek a jeho různé varianty:
|         |               |                    | Nastavení kvality DNx (přenosové rychlosti uvedeny v megabitech za sekundu) |                     |             |             |             |              |              |
| Formát  | Rozměr snímku | Snímková frekvence | 1/16 LB                                                                     | 1/4 LB              | LB          | SQ          | HQ          | HQX          | 444          |
|         |               |                    | 4:2:2 8 bit 1/16 res                                                        | 4.2:2 8 bit 1/4 res | 4:2:2 8 bit | 4:2:2 8 bit | 4:2:2 8 bit | 4:2:2 10 bit | 4:4:4 10 bit |
| 2K      | 2048 × 1080   | 23.98p             | 2                                                                           | 9                   | 39          | 124         | 188         | 188          | 375          |
|         |               | 24p                | 2                                                                           | 9                   | 39          | 124         | 188         | 188          | 376          |
|         |               | 25p                | 2                                                                           | 10                  | 40          | 129         | 196         | 196          | 391          |
|         |               | 29.97p             | 3                                                                           | 12                  | 48          | 155         | 235         | 235          | 469          |
|         |               | 30p                | 3                                                                           | 12                  | 48          | 155         | 235         | 235          | 470          |
|         |               | 47.95p             | 4                                                                           | 19                  | 77          | 248         | 375         | 375          | 751          |
|         |               | 48p                | 4                                                                           | 19                  | 77          | 248         | 376         | 376          | 752          |
|         |               | 50p                | 5                                                                           | 20                  | 80          | 259         | 391         | 391          | 783          |
|         |               | 59.94p             | 6                                                                           | 24                  | 96          | 310         | 469         | 469          | 939          |
|         |               | 60p                | 6                                                                           | 24                  | 96          | 310         | 470         | 470          | 940          |
| UltraHD | 3840 × 2160   | 23.97p             | 9                                                                           | 35                  | 143         | 462         | 699         | 699          | 1398         |
|         |               | 24p                | 9                                                                           | 36                  | 144         | 462         | 699         | 699          | 1399         |
|         |               | 25p                | 9                                                                           | 37                  | 150         | 481         | 729         | 729          | 1457         |
|         |               | 29.97p             | 11                                                                          | 44                  | 179         | 577         | 873         | 873          | 1747         |
|         |               | 30p                | 11                                                                          | 45                  | 180         | 578         | 874         | 874          | 1749         |
|         |               | 47.95p             | 18                                                                          | 71                  | 287         | n/a         | n/a         | n/a          | n/a          |
|         |               | 48p                | 18                                                                          | 71                  | 287         | n/a         | n/a         | n/a          | n/a          |
|         |               | 50p                | 18                                                                          | 74                  | 299         | 963         | 1457        | 1457         | 2914         |
|         |               | 59.94p             | 22                                                                          | 74                  | 359         | 1154        | 1747        | 1747         | 3494         |
|         |               | 60p                | 22                                                                          | 74                  | 359         | 1155        | 1749        | 1749         | 3497         |
| 4K      | 4096 × 2160   | 23.97p             | 9                                                                           | 38                  | 153         | 492         | 745         | 745          | 1491         |
|         |               | 24p                | 9                                                                           | 38                  | 153         | 493         | 746         | 746          | 1492         |
|         |               | 25p                | 10                                                                          | 40                  | 160         | 513         | 777         | 777          | 1554         |
|         |               | 29.97p             | 12                                                                          | 47                  | 191         | 616         | 932         | 932          | 1863         |
|         |               | 30p                | 12                                                                          | 48                  | 192         | 616         | 933         | 933          | 1865         |
|         |               | 47.95p             | 19                                                                          | 76                  | 306         | 985         | 1491        | 1491         | 2981         |
|         |               | 48p                | 19                                                                          | 76                  | 306         | 986         | 1492        | 1492         | 2984         |
|         |               | 50p                | 20                                                                          | 79                  | 319         | 1027        | 1554        | 1554         | 3109         |
|         |               | 59.94p             | 24                                                                          | 95                  | 383         | 1231        | 1863        | 1863         | 3727         |
|         |               | 60p                | 24                                                                          | 95                  | 383         | 1232        | 1865        | 1865         | 3730         |